# 李延寔
李延寔（5世紀—531年），一作延实，字禧，陇西郡狄道县（今甘肃省定西市临洮县）人，出自陇西李氏仆射房，镇南将军、侍中、尚书仆射、清渊文穆公李冲长子，北魏官员。

## 生平
李延寔温和善良，年少时担任太子舍人。魏宣武帝初年，承袭了父亲的爵位清渊县侯，屡次升迁至持节、督光州诸军事、左将军、光州刺史。建义元年四月癸卯（528年5月20日），平东将军、光禄大夫、清渊县开国侯李延寔以魏孝庄帝元子攸大舅的身份越级被授予侍中、太保，封阳平王。李延寔以太保一职犯了祖父李宝的名讳，又以王爵不是非宗室之人所应获封，向魏孝庄帝上奏章坚决辞让。李延寔因此被改封濮阳郡公，改授予太傅。永安二年八月己未（529年9月28日），李延寔改任司徒公，外任为使持节、侍中、太傅、录尚书事、东道大行台、都督、青州刺史。因为李延寔之前疾病缠身，魏孝庄帝下诏以李延寔的妻弟卢道约为李延寔长史，寄希望卢道约匡正维护李延寔。建明二年（531年）十二月，尔朱兆进入洛阳囚禁了魏孝庄帝，尔朱兆认为李延寔是外戚，派人将他杀害于青州馆舍。魏孝武帝初年，李延寔归葬于洛阳，朝廷赠予使持节、侍中、太师、太尉公、录尚书事、都督、雍州刺史，谥号孝懿。

## 怀砖
李延寔在永安年间出任青州刺史，临行前去向魏孝庄帝辞行。魏孝庄帝对李延寔说：“怀砖的风俗，世上号称难以治理。舅舅应该好好用心，来满足朝廷的委托。”李延寔回答说：“臣的年纪迫近垂老，生命同于早晨的露水，人世离我越来越远，日益接近坟墓。臣已经久请休闲告退。陛下顾念舅氏，宠爱老臣，使夜里走路的罪人，在万里远处裁制美锦。我谨慎的接受明白的训斥，不敢怠慢。”当时黄门侍郎杨宽在魏孝庄帝身旁，不懂怀砖的意思，就私下询问问舍人温子升，温子升说：“我听说陛下的哥哥彭城王元劭做青州刺史，询问跟从他到青州的宾客，宾客说：‘齐地的人民，风俗浅薄，高谈空话，专心在荣华好处。太守要进入境内，齐人都怀砖对着太守磕头，用来赞美太守。等到替代太守的人来了，太守要回家，齐人就用砖头攻击他。这是说向着他和背弃他快的像翻手掌。’因此京城里的谚语说：‘监狱里没有囚犯，家里没有青州人。即便家道衰落，也不用发愁。’怀砖的意思就是这样来的。”

## 其他
魏子建在洛阳闲暇的时候，与李延寔及李延寔的堂兄李韶经常下棋，当时的人称之为特别爱好。
永安二年（529年），邢杲的叛乱被平定，李延寔的儿子李彧被任命为大使，抚恤安慰北魏东部地区，当时李延寔以外戚的身份而高贵显赫，来送别的客人非常多，魏子建也前往等候告别。李延寔说：“我儿子今日出行，您用什么来勉励他？”魏子建回答说：“要更加警戒富贵权势过盛。”李延寔心情失落了很久。魏孝庄帝杀死尔朱荣后，河阴之变死难者的家属互相凭吊和庆贺，魏子建的女婿李昞是李延寔的堂侄，也在河阴之变中遇害，魏子建对姨表弟卢道虔说：“朝廷剪除倚仗权势逞强作恶的人，凶暴的歹徒还很凶猛，没听到有奇妙的计策超常的谋略，恐怕光杀尔朱荣于事无补。这是陇西李氏家门祸乱的开始，凭吊和庆贺不是太匆忙了吧！”永安之后，陇西李氏宗族流转离散，李彧遭到诛杀，就和魏子建所担忧的一样。

## 住所
李延寔的住所原本是西晋时刘禅的住宅，位于洛阳城东阳门外二里御道的北侧，被称为晖文里，原本是晋朝的马道里，其中还有太保崔光、冀州刺史李韶、秘书监郑道昭等人的住宅，都是庙堂丰满特起，高门敞开。

## 家族

### 祖父
- 李宝，北魏镇北将军、敦煌宣公

### 父母
- 李冲，北魏镇南将军、侍中、尚书仆射、清渊文穆公
- 荥阳郑氏，刘宋散骑常侍，北魏冠军将军、豫州刺史、阳武靖侯郑德玄之女[3]

### 兄弟姐妹
- 李休纂，北魏太子舍人
- 李延考，北魏尚书屯田郎中
- 李长妃，嫁北魏使持节、镇北将军、相州刺史、文恭子荥阳郑道昭
- 李仲玉，嫁北魏司徒主簿荥阳郑洪建
- 李令妃，嫁北魏使持节、抚军、青州刺史、文子范阳卢道裕
- 李媛华，嫁北魏彭城王元勰，后追尊文穆皇后
- 李稚妃，嫁北魏轻车将军、尚书郎中、朝阳伯、清河崔勗
- 李稚华，嫁北魏太尉参军事河南元季海

### 夫人
- 范阳卢氏，北魏秘书监、固安懿伯卢渊之女[20][21][10]

### 子女
- 李彧，北魏骠骑大将军、左光禄大夫、开府仪同三司、广州刺史、东平孝昭公
- 李彬，东魏车骑将军、左光禄大夫、清渊献侯
- 李彰，北魏通直散骑侍郎
- 李氏，北魏兰陵郡太守郑颢之母[22][23]

## 延伸阅读
[在维基数据编辑]
 《魏書/卷83下》，出自魏收《魏书》